# Spencer Gollan
Spencer Herbert Gollan (* Februar 1860 in Mangacataca oder Mangatarata bei Napier; † 29. Januar 1934 in London) war ein neuseeländischer Sportler und Rennpferdbesitzer.

## Leben
Spencer Gollans Vorfahren gehörten zu den ersten Siedlern auf Neuseeland. Seine Mutter Frederica, geb. Henderson Horne, verw. de Pelichet, starb bei seiner Geburt.
Sein Vater Donald Gollan hatte 1851 die Farm erworben, auf der Spencer Gollan geboren wurde. Er züchtete Pferde und ließ sie in Rennen laufen.
Spencer Gollan, der die Farm 1887 erbte, ihre Bearbeitung aber seinem älteren Halbbruder Louis de Pelichet überließ, wurde in Neuseeland, der Schweiz und Cambridge erzogen. Nach dem Tod seines Vaters stand er unter der Obhut seiner Tante, einer Mrs. Furness aus Schottland.
Gollan zeichnete sich in vielen Sportarten aus und gewann zweimal die New Zealand Amateur Golf Championship. Im Frühjahr 1901 brach er zusammen mit Tom Sullivan und George Towns den Ruderrekord auf der Themse zwischen Oxford und Putney. Das Team brauchte für die Strecke von etwa 104 Meilen 13 Stunden und 57 Minuten und unterbot damit die Zeit von 22 Stunden und 28 Minuten, die 1889 als Rekordzeit festgestellt worden war, deutlich. Gollan blieb dem Rudersport zeitlebens treu. Er war von 1914 bis zu seinem Tod Vizepräsident des Thames Rowing Clubs und betreute seinen Sohn Donald als Rudertrainer. Donald Gollan errang bei den Olympischen Spielen 1928 eine Silbermedaille.
Spencer Gollan kaufte zahlreiche Rennpferde, darunter Bonnie Scotland, ein Pferd, das 1894 das A. J. C. Derby gewann, Culloden, Sieger im V. R. C. St. Leger 1893, Tiraillerie, Sieger im V. R. C. Oaks, Kimberley, The Possible, Pounamu, Sternchaser, Bessie Macarthy und Australian Star. Dieses Pferd gewann beim London Cup und dem City and Suburban Handicap. Ferner war Gollan zeitweise der Besitzer von Moifaa, der 1904 in Liverpool unter Arthur Birch beim Grand National siegte und den er später an König Edward VII. weiterverkaufte. Moifaa wurde von dem Trainer Jim Hickey betreut, der 1911 in einem Asyl für Geisteskranke starb.
Spencer Gollan, der seit einem Unfall auf einem Auge blind war, kam in London durch einen Verkehrsunfall ums Leben. Er hatte die Fahrbahn betreten, ohne einen nahenden Bus wahrzunehmen, und wurde von diesem angefahren. Der Busfahrer wurde von jeder Schuld freigesprochen.
Gollan war verheiratet und hinterließ seine Witwe, eine Tochter und zwei Söhne. Eine seiner Töchter Julie und Freda muss vor ihm gestorben sein. Ein Bild seiner Tochter Julie aus dem Jahr 1898 von James Sant befindet sich in der Institution Harris Museum & Art Gallery.